# Igor Volk
Igor Petrovitch Volk (em russo:  Игорь Петрович Волк) (Zmiiv, 12 de abril de 1937 – Varna, 3 de janeiro de 2017) foi um cosmonauta soviético.

## Carreira
Selecionado para treinamento em julho de 1980, com 43 anos, ele foi ao espaço em 17 de julho de 1984, integrando a tripulação da Soyuz T-12, para doze dias de missão na estação Salyut 7.
Volk foi chefe do treinamento de cosmonautas para o programa soviético Buran, baseado no ônibus espacial da NASA. Com o cancelamento do projeto foi diretor-adjunto de testes de voo no Instituto de Pesquisa de Voo Gromov e vice-presidente da Fédération Aéronautique Internationale, antes de sua aposentadoria em 1996.
Como reconhecimento por suas contribuições à aeronáutica russa, como piloto de testes e cosmonauta, foi condecorado como Herói da União Soviética.

## Carro-voador
Volk também era inventor, e planejava a criação de um  carro-voador para quatro pessoas, chamado Lark-4, que decola e aterrissa a apenas 45 km/h numa pista de apenas 27 m de comprimento, consumindo 11 litros de combustível a cada 100 km, em uma velocidade de cruzeiro de 637 km/h.